# Castell d'Anglès
Castell d'Anglès és una construcció del municipi d'Anglès (la Selva) declarada bé cultural d'interès nacional.

## Descripció
Del castell original com a tal, no es conserva gairebé res. Arran de diversos estudis se sap que el castell era bastit damunt del tram més enlairat del clos emmurallat, des d'on es dominava la vall d'Anglès i la banda de la Cellera, Sant Julià del Llor i Bonmatí. El que va ser el pati central del castell, descobreix la configuració quadrangular que tindria, als costats del qual s'alçarien les estances destinades a l'habitació. Al tram superior de l'edifici hi hauria un ample passadís, protegit en la part forana per un llenç de mur emmerletat, proveït d'espitlleres. També hi hauria l'estada senyorial de l'amo del castell. La porta del castell es trobava a l'angle superior de l'actual plaça de la vila, pujant-s'hi per una rampa. La façana lluïa una torre de l'homenatge. Per l'altre cantó tindria una portalada més petita, comunicant amb l'era del mateix castell.
Basant-se en aquestes premises, el castell aplegava per tant les característiques típiques d'un castell medieval dels segles xi i xii, és a dir, de mida reduïda i fixat en un punt alt i estratègic, format per una torre de base circular i envoltat per un recinte emmurallat. Tanmateix, tot i la pèrdua d'aquest element emblemàtic de la vila, s'han conservat elements molt interessants relacionats directament amb el castell, com són, per una banda, un petit pany de muralla -petit tenint en compte la mida i les dimensions que va arribar a assolir el castell- i les restes del primer clos emmurallat del castell i alguna arcada interior, avui en part conservades a dins d'algunes cases del barri vell. L'actual plaça de la vila correspon a l'antic pati d'armes del castell. La seva forma trapezoïdal és la forma característica que solien tenir tots els patis d'armes dels castells medievals de l'època.
L'emplaçament original del castell correspondria amb el que avui és un grup de cases situat entre el carrer del Castell i el pas cobert vers a l'antic pou públic de la vila.

## Història
Durant el segle xii hi ha esments de senyors d'aquest lloc. Així, l'any 1122, Ramon Arnau d'Anglès va rebre en feu el castell de Sant Sadurní. El 1166, Berenguer d'Anglès era feudatari del vescomte de Girona. El castell d'Anglès, però, no apareix documentat fins al testament de Guerau V de Cabrera (1242), que deixà en herència el vescomtat de Cabrera al seu fill Guerau VI, mentre que crea per a un altre fill, Ramon, un petit patrimoni format pels castells d'Anglès i Brunyola. La manca de descendència de Marquesa, filla de Guerau VI, va fer que el vescomtat de Cabrera sigui heretat per un fill de Ramon, Bernat I de Cabrera. El nucli antic d'Anglès es configurarà, doncs, al voltant d'aquesta antiga possessió dels Cabrera.
Cal tenir en compte que l'antic castell d'Anglès es va anar ampliant durant els segles xiii-XV fins a abastar el que actualment és bona part del barri vell d'Anglès. L'accés al nucli urbà a través de les muralles es feia a través de tres portals: el primer era conegut com el portal de sant Miquel. Aquest es troba documentat i estaria al final del carrer major a l'altura de la casa número 16. Se sap que a partir del segle xvi va caure en desús. El segon es trobaria al principi del carrer de l'empedrat i el tercer es trobaria en el barri de santa Magdalena, a l'altura de la "pujada d'en Grau" a tocar aproximadament a "Can Camps".
A tall cronològic es té perfectament documentat que el castell d'Anglès va ser reconstruït el 1350, encara que no se sap quin tipus de reformes es van dur a terme.
El terratrèmol de l'any 1427 afectà especialment el castell. Això no obstant, encara tingué un paper en la guerra civil catalana (1462-1472). Quant a la torre de l'homenatge, se sap que va ser enderrocada en plena revolta remença del segle xv, per Pere Joan Sala. Sembla que al segle xvi el castell va quedar absolutament arrasat per les tropes franceses. També se sap de l'existència de l'antiga era del castell, també situada prop de la plaça de la vila. Fins fa pocs anys es conservava la cisterna de l'antic fort, en el lloc que avui ocupa el pàrquing de la Plaça de la Vila.